# Крупенський Матвій Георгійович
Крупе́нський Матві́й Гео́ргійович (1859 — 1920) — військовослужбовець Російської імперії, штабс-ротмістр (з 1887), ротмістр (з 1890), ад'ютант великого князя Миколи Миколайовича (з 1891), полковник (з 1896), генерал-майор (з 1904), генерал-лейтенант (з 1913). Був у шлюбі з баронесою Марією Георгіївною.

## Нагороди
- орден Св. Володимира 3-го ст.
- орден Св. Анни 2-го ст.
- орден Св. Станіслава 1-го ст.
- кавалер Австрійського Ордена Залізної Корони 3 ст.
- Хрест кавалера італійської корони
- чорногорський орден Данила I 4 ст.
- французький Орден Почесного легіону
- болгарський орден Святого Олександра 2 ст[3].
- турецький орден Нішан-Іфтікар
- орден Бухарської Золотої зірки